# Viade de Baixo
Viade de Baixo é uma povoação portuguesa do Município de Montalegre que foi sede da extinta Freguesia de Viade de Baixo, freguesia que tinha 42,00 km² de área e 675 habitantes (2011), e, por isso, uma densidade populacional de 16,1 hab/km².
A Freguesia de Viade de Baixo foi extinta (agregada) pela reorganização administrativa de 2012/2013, tendo o seu território sido agregado ao da Freguesia de Fervidelas para criar a União de Freguesias de Viade de Baixo e Fervidelas.
A freguesia é composta pelas aldeias de Parafita, Friães, Antigo de Viade, Viade de Baixo, Viade de Cima, Brandim, Pisões, Lama da Missa e Telhado.

## População
| Número de habitantes | Número de habitantes | Número de habitantes | Número de habitantes | Número de habitantes | Número de habitantes | Número de habitantes | Número de habitantes | Número de habitantes | Número de habitantes | Número de habitantes | Número de habitantes | Número de habitantes | Número de habitantes | Número de habitantes |
| -------------------- | -------------------- | -------------------- | -------------------- | -------------------- | -------------------- | -------------------- | -------------------- | -------------------- | -------------------- | -------------------- | -------------------- | -------------------- | -------------------- | -------------------- |
| 1864                 | 1878                 | 1890                 | 1900                 | 1911                 | 1920                 | 1930                 | 1940                 | 1950                 | 1960                 | 1970                 | 1981                 | 1991                 | 2001                 | 2011                 |
| 1 138                | 1 257                | 1 270                | 1 309                | 1 322                | 1 229                | 1 274                | 1 348                | 1 469                | 6 042                | 1 488                | 1 378                | 1 001                | 781                  | 675                  |

(Obs.: Número de habitantes "residentes", ou seja, que tinham a residência oficial neste concelho à data em que os censos  se realizaram.)

## Património da Aldeia de Parafita
- Castro de São Romão ou Castelo de São Romão

## Património da Aldeia de Viade de Baixo
- Alminhas da Custarela (entrada nascente da aldeia).
- Fachada principal e capelinha de S. Thomé (casa de habitação dos Matias).
- Igreja matriz.
- Marco miliário (largo da seara) este monumento encontrava-se na estrada romana, na aldeia de Cantina, que hoje se encontra submersa pelas águas da albufeira, tendo sido resgatado pela população de Viade de Baixo e colocado na berma da estrada nacional 103, ao pé da Maria do Firmino na Cruz da Arouça. Mais tarde foi deslocado para o referido largo, em virtude de a CMM o querer levar para a vila.
- Casa dos Queridos, monumento de interesse público, com o seu brasão sob o portão principal, e a capelinha de St.ª Rita; tudo isto em muito mau estado de conservação. Nos seus terrenos interiores, em frente ao portão principal, existiu uma eira com pavimento em granito e um canastro, tendo estes sido retirados para um terreno dos da Benta em frente da capela da Sr.ª do Rosário, a onde ainda se encontram.
- Capelinha de N. Sr.ª do Rosário e o seu cruzeiro em frente da fachada principal, (mais antiga que a igreja matriz).
- Capelinha de St.º António e S. Salvador.
- Alminhas de St.º António no largo da seara, onde antigamente chegou a existir um santo António em madeira, mas como não exista porta, todas as crianças que por ali andavam a brincar, pegavam nele e divertiam-se, até que desapareceu.

Estas alminhas estão ligadas a procissão do referido santo, que todos os anos se realizavam, entre a igreja paroquial e a capelinha.
Ultimamente este percurso já não se realiza, devido à falta de coragem das pessoas.
- Fornos do povo, onde se cosia o pão, um na parte mais alta e outro na mais baixa da aldeia, estes fornos eram aquecidos de 15 em quinze dias com lenha de urze a que chamavam rama, sendo os lavradores sempre os primeiros, porque gastava-se sempre mais lenha no início, depois era só mantelo quente, até todos cozerem, funcionando 24h durante uns dias.

Mais tarde o seu calor, era aproveitado nas noites frias pelos nómadas, que andavam a pedir e por lá pernoitavam.
- Fontes escavadas nas rochas, onde o povo se abastecia de água para o seu uso diário.

Fonte do carvalho; fonte do paço e fonte da lama (antes de existir água canalizada).

## Aldeia de Pisões
- Este nome só apareceu nos anos 60 aquando da construção da barragem assim como as habitações que por ali se foram fazendo. PISÃO, era um moinho movido a água e situava-se na margem esquerda do rio Rabagão, no sentido descendente, junto ao muro da barragem do lado da Lama da Missa, e pertencia a uma família da Aldeia de Viade de Baixo, sendo essa família conhecida pelos do pisão, existindo no ano 2009 ainda descendentes com esse apelido.
- Este pisão servia para pisuar bureis; estes bureis eram tecidos nos teares artesanais, com lã de ovelha preta, em tipo passadeira, com +- 1 metro de largo. Depois iam para o referido pisão, para serem pisuados com água quente, para a lã se tornar mais macia. Depois destes processos, o referido burel servia para fazer capas e mantas para as pessoas se protegerem do frio.
- O local onde se situa a actual aldeia de Pisões, era conhecido por ALEM PASSA, que segundo resa a história, quando das invasões Francesas, as tropas encontravam-se nesse local com dificuldades em passar os ribeiros que levavam muita água, e alguém lhes indicou, além passa, que seria a ponte romana, junto à aldeia de Cantina, que hoje se encontra submersa pelas águas da albufeira, ficando assim conhecido o referido local como ALEMPASSA.